# タンタンターン!
「タンタンターン!」は、2008年10月29日にアップフロントワークス（zetimaレーベル）から発売されたMilkyWayの2枚目のシングル。

## 概要
- 振り付けは、前作に引き続き「きらりんスターライト☆タンバリン」が使われる。
- Dohhh UP!で発売1ヶ月ほど前からPVが配信された。
- 『きらりん☆レボリューション』関連作品のCDとしては珍しく、薄型ケースが使われた。（通常盤のみ）

## 収録曲
1. タンタンターン!
（作詞・作曲・編曲：前山田健一）
アニメ『きらりん☆レボリューション』7th（最終）オープニングテーマ（129話 - 153話）
2. ガムシャララ
（作詞：2℃　作曲・編曲：村井大）
アニメ『きらりん☆レボリューション』12thエンディングテーマ（129話 - 141話）
3. タンタンターン! (Instrumental)